# Congresul Național al Hondurasului
Congresul Național este parlamentul unicameral al Hondurasului.

## Sistemul de compunere și votare
Congresul național este alcătuit din 128 de mandate ai căror deputați sunt aleși timp de patru ani în urma votul proporțional plurinominal în optsprezece circumscripții electorale corespunzătoare celor optsprezece departamente ale Hondurasului, numărul de locuri în circumscripție variind în funcție de populația lor. Distribuirea locurilor după numărarea voturilor se face în funcție de metoda Hare. Dreptul de vot este dobândit la vârsta de 21 de ani. Este obligatoriu, dar în practică nu se aplică sancțiuni celor care nu votează.

## Lista președinților Congresului național
- Carlos Alberto Ucles, 1900-1902
- Rafael Alvarado Guerrero, 1902-1903
- Fausto Dávila, 1904-1906
- Francisco Escobar, 1911-1913
- Rafael Alvarado Manzano, 1914-1915
- Francisco Escobar, 1915-1918
- Francisco Bográn Barahona, 1919-1920
- Ángel Ugarte, 1921
- Miguel Oquelí Bustillo, 1923
- Ángel Sevilla Ramírez, 1924
- Ramón Alcerro Castro, 1924 (președintele Adunării naționale constituante)
- Venancio Callejas, 1925-1926
- Tiburcio Carias Andino, 1926-1929
- Antonio C. Rivera, 1929-1930
- Tiburcio Carias Andino, 1930-1931
- Santiago Calix Meza, 1931-1932
- Antonio Bográn Mojeron, 1932
- Abraham Williams Calderón, 1932
- Miguel Paz Barahona, 1933-1934
- Ramón Alcerro Castro, 1934-1935
- Antonio C. Rivera, 1935-1939
- Plutarco Muñoz P., 1939-1948
- Luciano Milla Cisneros, 1949
- Juan B. Valladares Rodríguez, 1949
- José Máximo Gálvez, 1949-1950
- Camilo Gómez Gómez, 1950-1954
- Francisco Salomón Jiménez Castro, 1954
- Ramón Villeda Morales (președintele Adunării naționale constituante)
- Modesto Rodas Alvarado, 1957-1963
- Héctor Orlando Gómez Cisneros, 1963
- 1963, Congrsul național dizolvat ca urmare a loviturii de stat
- Mario E. Rivera López, 1965-1971
- Martín Agüero Vega, 1971-1972
- 1972-1981, Junte militare
- Roberto Suazo Córdova (președintele Adunării naționale constituante)
- José Efraín Bú Girón, 1981-1986
- Carlos Orbin Montoya, 1986-1990
- Rodolfo Irías Navas, 1990-1994
- Carlos Roberto Flores Facusse, 1994-1998
- Rafael Pineda Ponce, 1998-2001
- Porfirio Lobo Sosa, 2001-2004
- Roberto Micheletti Bain, 2005-2009
- José Alfredo Saavedra, 2009-2010
- Juan Orlando Hernández, 2010-2014
- Mauricio Oliva Herrera, (din 2014)